# Real Salt Lake
Real Salt Lake – amerykański klub piłkarski z Salt Lake City, występujący w Major League Soccer. Real Salt Lake rozgrywa swoje mecze na Rio Tinto Stadium. W 2009 po wygranym meczu finałowym z Los Angeles Galaxy (5:4 po rzutach karnych) klub został mistrzem MLS.

## Obecny skład
Stan na 10 marca 2021
| Nr | Poz. | Piłkarz            |
| -- | ---- | ------------------ |
| 1  | BR   | David Ochoa        |
| 3  | OB   | Ashtone Morgan     |
| 4  | OB   | Donny Toia         |
| 6  | PO   | Pablo Ruíz         |
| 8  | PO   | Damir Kreilach     |
| 9  | NA   | Justin Meram       |
| 11 | PO   | Albert Rusnák      |
| 12 | NA   | Douglas Martínez   |
| 13 | PO   | Nick Besler        |
| 15 | OB   | Justen Glad        |
| 16 | PO   | Maikel Chang       |
| 17 | NA   | Christopher Garcia |
| 18 | BR   | Zac MacMath        |
| 20 | OB   | Erik Holt          |

| Nr | Poz. | Piłkarz         |
| -- | ---- | --------------- |
| 21 | NA   | Tate Schmitt    |
| 22 | OB   | Aaron Herrera   |
| 23 | NA   | Milan Iloski    |
| 25 | PO   | Everton Luiz    |
| 28 | NA   | Jeizon Ramírez  |
| 30 | OB   | Marcelo Silva   |
| 43 | PO   | Justin Portillo |
| 45 | PO   | Andrew Brody    |
| 51 | BR   | Andrew Putna    |
| 53 | OB   | Noah Powder     |
| 80 | NA   | Bode Davis      |
| –  | NA   | Rubio Rubin     |
| –  | OB   | Bret Halsey     |
| –  | BR   | Jeff Dewsnup    |